# 五分山氣象雷達站
五分山氣象雷達站位於臺灣新北市瑞芳區與平溪區交界處之五分山山頂，為交通部中央氣象署轄下的二等氣象測報機構。該測站成立之目的為彌補原高雄氣象雷達站與花蓮氣象雷達站因受中央山脈地形阻隔影響，無法有效接收雷達迴波的臺灣東北角地區。雷達代號：RCWF。

## 沿革
五分山氣象雷達站為中央氣象署為彌補原高雄兩氣象雷達站及花蓮氣象雷達站，因中央山脈阻隔的地形限制，導致臺灣北部地區成為颱風觀測死角，並且同時為改善北部陸上豪雨預報及加強冬季之鋒面偵測，因此選定臺北縣瑞芳鎮與平溪鄉（今新北市瑞芳區與平溪區）交界之五分山山頂興建臺灣第三座氣象雷達站。
1990年7月1日五分山氣象雷達站組織編成奉准成立，同時雷達站建築主體正在施工中。1996年3月27日氣象局人員開始進駐五分山雷達站，4月16日建築主體完成，開始WSR-88D都卜勒氣象雷達儀安裝工作，WSR-88D NEXRAD型調速管都卜勒氣象雷達為當時新一代S波段氣象雷達，比起舊有之高雄雷達站與花蓮雷達站，其靈敏度與解析度更高，能夠有效提升觀測準確率與預報效率。同年6月五分山氣象雷達站連外道路與站體建築完成驗收，7月16日完成雷達本體驗收，隨即開始試運轉與觀測工作。
1996年8月1日強烈颱風賀伯侵襲臺灣，五分山氣象雷達充分發揮其觀測精度與能力，足足掌握颱風登陸前的17個小時之久，並且還超前花蓮氣象雷達站3.5個小時。但五分山氣象雷達本身也因颱風侵襲造成天線罩、軸承座與天線毀損，後續修復耗時近兩年，直到1998年6月才完成修復工作，同年7月1日開始24小時氣象觀測作業。
2001年4月13日五分山雷達完成雷達寬頻介面架設與雷達儀作業軟體升級案，並加裝雷達寬頻介面設備，雷達原始資料可即時傳送回本局，並即時傳送提供防救災等單位使用，與提供國內氣象雷達研究之用。2002年12月9日完成雷達產品產生單元升級，2006年10月6日完成雷達資料擷取單元升級，2014年3月6日	完成雙偏極化升級。
2015年8月五分山氣象雷達站受強烈颱風蘇迪勒侵襲影響，其球體天線罩遭17級強風吹毀，內部的天線及其他設備也損毀暫停觀測，北部雷達觀測作業暫時由國立中央大學所屬之氣象雷達支援觀測。而五分山雷達造價近新臺幣2億的雷達設備因須向原產的美國訂購製造，估計需耗費一年時間才能維修恢復觀測。2016年1月24日因受到霸王級寒流影響使得五分山氣象雷達站觀測到建站以來首次降雪。
2016年4月23日	METEOR 1700CDP10雷達維修平臺啟用，4月26日五分山雷達站雷達維修平臺增設降雨雷達之工程全數完成，該新設之氣象雷達係氣象局北中南防災降雨雷達建置作業中，所購買的第四座雷達，耗資約新臺幣1億元，該雷達之功率較原始之WSR-88D督卜勒氣象雷達更小，主要以教育訓練使用為主，並且平常也可當成備用雷達使用。2016年12月21日遭颱風摧毀之WSR-88D督卜勒雷達修復完成重新恢復觀測作業。2019年9月13日完成WSR-88D雷達系統延長使用壽命計畫軟硬體升級更新。

## 站體結構
五分山氣象雷達站坐落海拔高度740公尺之五分山山頂，土地由財政部國有財產署撥用約10公頃，機房採鋼筋混凝土結構興建，設有WSR-88D督卜勒雷達與METEOR 1700CDP10雷達維修平臺兩座雷達塔，其中督卜勒雷達天線喇叭口海拔高度為766公尺。

## 編制
五分山氣象雷達站依據中央氣象署所屬二等氣象雷達站編制，配有主任1人、職員9人，以及工友1人。職員區分為機務與觀測二席位，各席位作業方式採三班制、24小時輪班，其中機務席位5人，觀測席位4人。

## 觀測項目

### 氣象雷達維護
五分山氣象雷達站運作業務主要以氣象雷達等設備操作與運轉監測檢查。測試儀器、通訊與網路設備、電源及空調設備維護。雷達設備定期保養及緊急故障維修。雷達原始資料儲存作業，等為主，並且該氣象雷達站並不開放一般民眾申請入站參訪。

## 外部連結
- 交通部中央氣象署- 五分山氣象雷達站 （页面存档备份，存于）（繁體中文）